# Сюаншон
Сюаншон — национальный парк во Вьетнаме.

## Физико-географическая характеристика
Парк находится в 120 км от Ханоя и в 90 км от Вьетчи в юго-западной части округа Таншон на границе провинций Футхо, Хоабинь и Шонла. Севернее парка находится Тхукук, южнее — округ Дабак в провинции Хоабинь, западнее — Фуйен в провинции Шонла, восточнее — Танфу, Митхуан, Лонгкок и Виньтьен. На юго-западе — заповедник Фукань и гидроэлектростанция на озере Хоабинь, на северо-западе — озеро Тасуа и гидроэлектростанция Шонла.
Среднегодовая температура составляет 22-23 °C. В холодный сезон, который продолжается с ноября по март и связан с северо-восточными муссонами, температура опускается ниже 20 °C, самый холодный месяц — январь. В жаркий сезон температура поднимается в среднем до 25 °C, а в июне и июле — 28 °C. Абсолютный рекорд температуры составляет 40,7 °C. Средний уровень осадков составляет 1500—2000 мм в год.
На климат региона большое влияние оказывает водный бассейн реки Буа.

## Флора и фауна
Растительный мир национального парка очень разнообразен. Он включает 1217 видов из 680 семейств, из которых 40 видов внесено в Красную книгу Вьетнама. 220 видов растений имеют экономическое значение, в основном в качестве древесины: Мелиевые (Chukrasia), Madhuca pasquieri, Excentrodendrontonkinense, Garcinia fagraeoides, Fernandoa. Ещё 300 видов растений имеют медицинское значения. 128 видов растений съедобны, включая в первую очередь Melientha suavis и Camellia sinensis. Ещё 94 вида принадлежат к декоративным деревьям, из них 22 вида орхидных, 10 видов дипсиса и 6 видов азалий.
Животный мир парка включает 365 видов, из которых 69 видов млекопитающих, 240 видов птиц, 32 вида рептилий и 24 вида амфибий.

## Взаимодействие с человеком
В 1986 году территория площадью 54,87 км² приобрела статус охраняемого леса, в 1992 году — природного заповедника, в 2002 году — национального парка, площадь которого составляет 150,48 км². Территория парка разделена на три части: зону строгой охраны площадью 90,99 км², зону экологической реабилитации площадью 57,37 км² и административную зону площадью 2,12 км². Кроме того, вокруг парка организована буферная зона общей площадью 186,39 км².
Округ, в котором расположен национальный парк, является одним из беднейших регионов страны. Национальный парк совместно с различными международными организациями осуществляет множество проектов, призванных улучшить качество жизни в регионе, включая строительство дорог, животноводческие и сельскохозяйственные проекты. Кроме того, парк является одним из немногих в стране, у которого полностью демаркированы и определены границы, что позволяет лучше проводить патрулирование территории и природоохранные мероприятия.